# Eusphalerum improvisum
Eusphalerum improvisum é uma espécie de insetos coleópteros polífagos pertencente à família Staphylinidae.
A autoridade científica da espécie é Luze, tendo sido descrita no ano de 1911.
Trata-se de uma espécie presente no território português.